# Magnus Tappert
Magnus Wilhelm Tappert, född 8 mars 1986 i Kungsängen, är en svensk före detta fotbollsspelare.
Han spelade som mitt- eller högerback och blev fostrad i Hammarby IF. Han har även spelat för Kalmar FF och två säsonger i Degerfors IF. Efter att de blev degraderade till division 1 2008 valde han att gå till Herfølge BK i den danska andradivisionen (1. division). I september 2009 skrev han på för Raufoss IL i norska division 2. Säsongen 10/11 spelar han för IK Brage i Superettan. 24 augusti lämnade han Brage för IFK Luleå. Sedan säsongen 2015/2016 spelar han i Vasalund IF. 2016 avslutade han sin karriär som spelare och arbetar nu som fysioterapeut mm.